# بول هولم
بول هولم (بالدنماركية: Poul Holm)‏ هو لاعب كرة الريشة دنماركي، ولد في 1920، وتوفي في عقد 2000.